# Grimoult du Plessis
Grimoult du Plessis est un baron normand du XIe siècle.

## Biographie
Grimoult ou Grimoald est baron du Plessis-Grimoult, village qui prendra son nom. Il possède également Saint-Jean-le-Blanc et Périgny. L'honneur du Plessis s'étend sur 10 600 hectares (106 km2) d'un seul tenant et regroupe douze paroisses autour de l'enceinte castrale du Plessis-Grimoult.
Après l'échec de la tentative d'assassinat du duc à Valognes, il lève avec les autres barons une armée composée d'environ 25 000 hommes et affronte Guillaume le Bâtard dont l'armée ducale a été renforcée par celle de son suzerain le roi Henri Ier, au lieu-dit du Val-ès-Dunes (1047), dans la région de Caen. D'origine plus modeste, il est le seul des conjurés qui sera emprisonné à la tour de Rouen et exécuté par le duc. Ses biens sont confisqués, le château du Plessis est rasé et la baronnie est donnée le 24 décembre 1074 par le duc à Odon, évêque de Bayeux, demi-frère du duc Guillaume au profit de la cathédrale.